# Direcció general d'Ordenació de la Seguretat Social
La Direcció general d'Ordenació de la Seguretat Social és un òrgan de gestió del Ministeri de Treball, Migracions i Seguretat Social depenent de la Secretaria d'Estat de la Seguretat Social encarregada de desenvolupar la política del Govern en matèria de Seguretat Social.

## Funcions
Les seves funcions es regulen en l'article 7 del Reial decret 903/2018, de 20 de juliol:
- El desenvolupament de les funcions economicofinanceres de la Seguretat Social que corresponen al Ministeri de Treball, Migracions i Seguretat Social, duent a terme la seva planificació a mitjà i llarg termini, i realitzant els estudis economicofinancers i demogràfics requerits, així com l'elaboració dels informes preceptius per a la Comissió Permanent de Seguiment i Avaluació dels Acords del Pacte de Toledo i per a l'Autoritat Independent de Responsabilitat Fiscal.
- L'elaboració de la memòria econòmica i de la valoració de l'impacte pressupostari de cadascuna de les disposicions que tinguin incidència en els recursos o les despeses del sistema de la Seguretat Social; l'elaboració de l'Informe Economicofinancer als Pressupostos de la Seguretat Social.
- El disseny metodològic, desenvolupament i manteniment del sistema estadístic de la Seguretat Social i els seus indicadors, sense perjudici de les competències atribuïdes, en l'àmbit estadístic-comptable, a la Intervenció General de la Seguretat Social, així com de les competències de la Secretaria General Tècnica.
- La participació en activitats relacionades amb l'àmbit internacional, tant en grups de treball de protecció social de la Comissió Europea i l'Organització per a la Cooperació i el Desenvolupament Econòmic, com en l'elaboració dels informes requerits per diversos organismes internacionals o derivats de la pertinença d'Espanya a aquests organismes, sense perjudici de les competències de la Secretaria General Tècnica sobre aquest tema.
- La recepció i anàlisi de la documentació relativa a les malalties professionals i la seva explotació estadística; l'administració del sistema CEPROSS (Comunicació de malalties professionals de la Seguretat Social), de les bases de dades de contingències professionals i del sistema PANOTRATSS (Patologies no traumàtiques d'accidents de treball del sistema de Seguretat Social).
- L'elaboració de les bases de dades i informes estadístics i econòmics requerits per a l'aplicació de coeficients reductors de l'edat de jubilació i altres mesures en l'àmbit de la Seguretat Social.
- L'elaboració de l'avantprojecte de pressupostos de la Seguretat Social, de conformitat amb la política de protecció social establerta pel Govern, així com establir la coordinació amb altres Departaments en matèria pressupostària de la Seguretat Social.
- El seguiment, coordinació i adequació financera de la gestió corresponent a les subsistents pensions assistencials per invalidesa i jubilació regulades en la Llei 45/1960, de 21 de juliol, per la qual es creen determinats Fons Nacionals per a l'aplicació social de l'Impost i de l'Estalvi.
- La realització del seguiment en l'ordre econòmic i pressupostari de les Entitats Gestores, Serveis Comuns i Mútues Col·laboradores amb la Seguretat Social, així com els seus Centres Mancomunats, juntament amb la recepció, anàlisi, elaboració i publicació en internet de la informació relativa a les prestacions econòmiques gestionades per les Mútues Col·laboradores amb la Seguretat Social.
- La gestió i seguiment del programa FIPROS (Foment de la recerca de la protecció social).
- L'elaboració, publicació i distribució de la Mostra Contínua de Vides Laborals.
- L'elaboració, tramitació i, si escau, resolució de les propostes de sancions que s'originin per infraccions en matèria de Seguretat Social.[4]
- La tramitació del procediment per a l'aplicació de coeficients reductors de l'edat de jubilació.
- El seguiment i l'elaboració de propostes normatives respecte de les contingències i prestacions dispensades per les Entitats Alternatives.
- El coneixement i avaluació de la gestió i de la situació econòmica i financera de les Mútues Col·laboradores amb la Seguretat Social i dels seus Centres Mancomunats, formulant les iniciatives i propostes pertinents o adoptant les mesures que legalment corresponguin en els supòsits de deficiències o de desequilibris posats de manifest.
- Direcció i tutela de la gestió de les Mútues Col·laboradores amb la Seguretat Social i de les empreses col·laboradores.

## Estructura
De la Direcció general depenen els següents òrgans:
- Subdirecció General de Planificació i Anàlisi Economicofinancera de la Seguretat Social.
- Subdirecció General de Pressupostos de la Seguretat Social.
- Subdirecció General de Seguiment Econòmic de la Seguretat Social.
- Subdirecció General d'Ordenació Jurídica de la Seguretat Social.
- Subdirecció General d'Entitats Col·laboradores de la Seguretat Social.

## Directors generals
- Borja Suárez Corujo (2018-)[5]
- Miguel Ángel García Díaz (2016-2018)[6][7]
- Rafael Antonio Barberá de la Torre (2012-2016)[8]
- Miguel Ángel Díaz Peña (2004-2012)
- José Luis Gómez-Calcerrada Gascón (2000-2004)
- Ana de Vicente Merino (1996-2000)